# La vita è meravigliosa
La vita è meravigliosa (It's a Wonderful Life) è un film del 1946 co-sceneggiato, diretto e prodotto da Frank Capra.
Tratto dal racconto The Greatest Gift, scritto nel 1939 da Philip Van Doren Stern, è considerato uno dei film più ispiratori, popolari e amati del cinema americano, la cui visione è divenuta tradizionale durante il periodo natalizio. Il film, che vede James Stewart e Donna Reed tra i protagonisti, ottenne cinque candidature ai premi Oscar. La trama è incentrata su George Bailey, un uomo nato e cresciuto in una piccola cittadina rurale che, dopo aver rinunciato per tutta la vita a sogni e aspirazioni pur di aiutare il prossimo, colto dalla disperazione, è sul punto di suicidarsi la sera della vigilia di Natale. In suo soccorso, grazie alle preghiere sue e di amici e familiari, arriverà un angelo custode mandato da Dio.
Nel 1990 il film è stato selezionato per la conservazione nel National Film Registry degli Stati Uniti dalla Biblioteca del Congresso come "culturalmente, storicamente o esteticamente significativo". Nel 1998 l'American Film Institute lo inserì all'undicesimo posto nella lista dei migliori cento film statunitensi di tutti i tempi, mentre dieci anni dopo, nella classifica aggiornata, è sceso al ventesimo. Sempre nel 2008, la medesima organizzazione, ha inserito la pellicola alla terza posizione nella categoria fantasy della lista AFI's 10 Top 10.

## Trama
Alla vigilia di Natale del 1945, George Bailey si trova a un bivio della propria esistenza: la sua piccola società è sull'orlo del fallimento, e intravede come unica soluzione il suicidio. Mentre medita di compiere il tragico gesto, un gran numero di voci invocano Dio di aiutarlo. Le preghiere giungono in Paradiso, dove San Giuseppe consiglia a Dio di accoglierle mandando da George un angelo custode. Ad essere di turno è Clarence Odbody, "Angelo di Seconda Classe", al quale racconta la storia di George prima di mandarlo sulla Terra.
George Bailey è un uomo onesto che fin dalla gioventù brama una vita fatta di avventure e viaggi esotici. Nato a Bedford Falls, una piccola cittadina della provincia americana, ha vissuto la sua esistenza all'insegna di una profonda moralità, compiendo tanti piccoli gesti di generosità e sacrifici personali, che hanno avuto un enorme effetto negli anni sulla famiglia, gli amici e l'intera comunità. Nel 1919 si butta nell'acqua gelata di un laghetto, salvando così dall'annegamento il fratellino Harry, ma perdendo l'udito all'orecchio sinistro; qualche mese dopo salva dalla prigione il signor Gower, farmacista per cui fa il garzone, il quale per sbaglio aveva messo del veleno nella medicina per un bambino malato, poiché sconvolto dopo aver appena appreso della morte del proprio figlio.
Quando è adulto, George rinuncia alle proprie aspirazioni personali per gestire, assieme allo zio paterno Billy, la modesta cooperativa di risparmio fondata dal padre Peter, la Bailey Costruzioni e Mutui. Quando il padre muore, infatti, rinuncia al viaggio attorno al mondo che programmava da una vita e usa i soldi risparmiati per mandare Harry all'università. Una volta laureato, Harry si prepara a dirigere l'azienda in modo da permettere a George di andare a sua volta all'università, ma quando quest'ultimo scopre che il fratello, tornando a Bedford Falls, rinuncerebbe ad un importante incarico offertogli dal suocero, decide di rinunciare definitivamente agli studi in modo che Harry non perda un'occasione così importante. Nel 1929 George si sposa con l'amata Mary ma, proprio quando la coppia è sul punto di partire per la luna di miele, avviene il crollo della borsa e quindi i due novelli sposi usano il loro denaro, risparmiato per il viaggio di nozze, per rimborsare i soci della cooperativa, evitandone il fallimento.
Sotto la guida di George, l'azienda fonda il Bailey Park, un complesso residenziale che supera le baraccopoli troppo costose con cui il vecchio Henry Potter, l'uomo più ricco di Bedford Falls e vero avversario di George, tenta da sempre di aumentare la propria presa sui cittadini. Potter, uomo arido e spregevole, una sorta di Scrooge moderno, tiene praticamente in pugno da anni la cittadina: avido e disonesto, odia i poveri, disprezza gli immigrati e cerca il potere assoluto. Potter cerca di allettare George proponendogli un lavoro da 20.000 dollari l'anno ma, rendendosi conto che la vera intenzione dell'uomo è chiudere la Bailey Costruzioni e Mutui, George rifiuta. Durante la guerra George non viene richiamato per via della sua parziale sordità, pur continuando ad usare la propria posizione per impedire che l'economia di guerra stravolga la città, mentre Harry diventa un pilota della marina e viene insignito della Medal of Honor per aver salvato la vita a decine di soldati da un kamikaze.
La mattina della vigilia di Natale, zio Billy è incaricato di versare in banca 8.000 dollari, somma di vitale importanza per onorare una scadenza di pagamento ed evitare che l'azienda cada nelle grinfie di Potter. Per sbadataggine, mentre sta parlando proprio con Potter, Billy perde di vista il denaro appena prima di consegnarlo all'impiegato. Potter, che è anche il proprietario della banca, quando finisce di parlare con Billy, si ritrova casualmente in mano il suo denaro, che tuttavia non restituisce. Sconvolto per la prospettiva di ritrovarsi di fronte al fallimento economico e in seri guai con la giustizia fiscale, George, dopo aver infruttuosamente cercato assieme allo zio il denaro, torna a casa: maltratta verbalmente i figli e la moglie e si sfoga al telefono con l'ignara maestra dei figli, per poi andarsene da casa. Dopo essersi trattenuto a bere nel locale dell'amico Martini, si dirige disperato al ponte, sotto una forte nevicata, con l'intenzione di gettarsi nel fiume. 
Un attimo prima che compia l'insano gesto, è lo stesso Clarence a gettarsi in acqua, inducendo George a buttarsi anche lui, ma per metterlo in salvo. Clarence è un angelo definito "di Seconda Classe" in quanto non ha ancora le ali e, per meritarle, deve prima completare la propria missione. George ovviamente non crede a Clarence, quando questi cerca di consolarlo facendogli presente tutto il bene che ha compiuto nella sua vita, e in preda alla disperazione dichiara che sarebbe stato meglio per tutti se non fosse mai nato. 
Sentendo queste parole, l'angelo risponde trasportandolo in una realtà parallela e alternativa, in cui George non è mai esistito e dove può assistere al destino terribilmente diverso a cui sono andati incontro i suoi familiari e amici: senza di lui, il fratello Harry è morto annegato da bambino, il signor Gower è un povero ubriacone che ha trascorso la vita in galera, lo zio Billy ha subito un esaurimento nervoso dopo il fallimento della Bailey Costruzioni e Mutui ed è stato internato in un ospedale psichiatrico, l'amata moglie Mary è rimasta nubile e i loro quattro figli non sono mai nati e la mamma di George vive in solitudine facendo l'affittacamere. Oltre a ciò, la tranquilla cittadina di Bedford Falls si è trasformata in Pottersville, un covo di vizio e malaffare in cui tutto appartiene a Potter, e per molti altri abitanti e amici di George la vita è stata miserabile: Bailey Park è un cimitero in cui Harry è stato sepolto, Violet, la bella ragazza della cittadina, è una prostituta, il tassista Ernie è stato abbandonato dalla moglie e dai figlioletti, il ristorante italiano dell'amico Martini è una bettola, mentre il poliziotto Bert, amico di George a Bedford Falls, a Pottersville non esita a sparargli benché George sia disarmato.

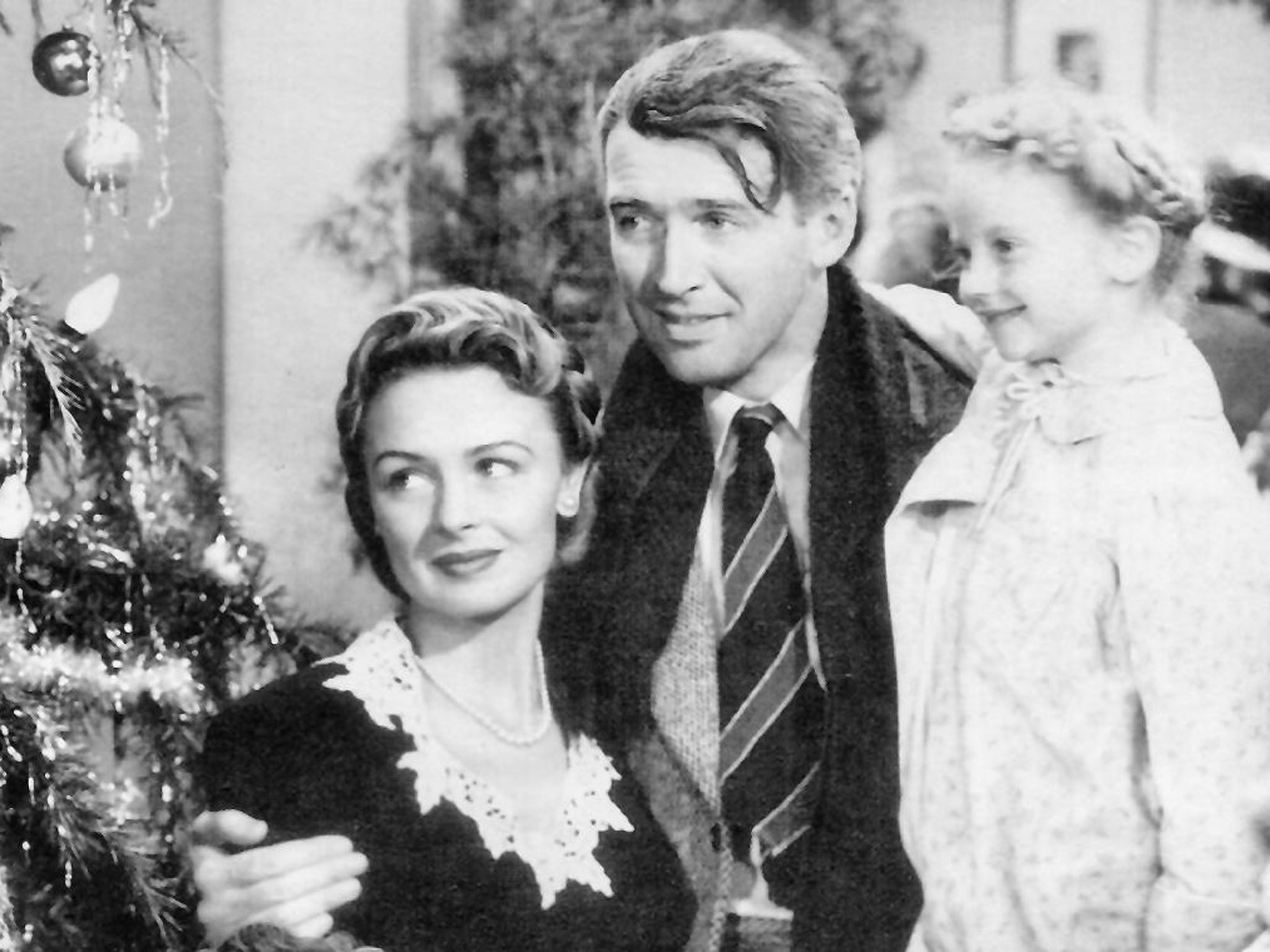
Fotogramma della scena finale

Avendo finalmente compreso quanto la propria esistenza sia stata importante, George torna sul ponte e implora Clarence di farlo tornare a vivere, e l'angelo esaudisce il suo desiderio trasportandolo nuovamente nella realtà di Bedford Falls e permettendogli di tornare a casa dai suoi cari. Nella scena culminante del film, George scoprirà la solidarietà degli amici, dei parenti e dei concittadini che, avvertiti da Mary e Billy, portano denaro per salvarlo dalla bancarotta, facendogli il più bel regalo di Natale che potesse sperare. Nella cesta ove sono depositati i soldi che riceve, molti dei quali provenienti da coloro che ha aiutato nel corso della sua vita, George trova una copia del libro di Tom Sawyer con una dedica di Clarence, che lo ringrazia per le ali e gli ricorda che se un uomo ha degli amici non è mai un fallito.

## Produzione

### Regia

James Stewart e Donna Reed in una celebre scena

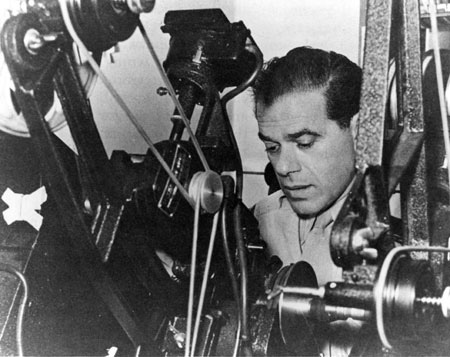
Frank Capra, coautore, regista e produttore del film nel 1943

La trama del film è ispirata da un racconto di Philip Van Doren Stern, scritto nel 1939 e pubblicato inizialmente solo in forma privata. Van Doren Stern ne registrò la titolarità dei diritti nel 1945, ma già due anni prima l'aveva donato ad amici e parenti nella forma di una cartolina natalizia. In tale occasione, la storia arrivò all'attenzione di Cary Grant, che propose di farne un film alla RKO Pictures, lo studio con il quale era legato professionalmente. La RKO ne acquistò quindi i diritti nel 1945 per una cifra di circa 10.000 dollari, coinvolgendo nel progetto anche Gary Cooper, il quale avrebbe recitato insieme a Grant. Tuttavia, nel settembre dello stesso anno, dopo aver prodotto tre sceneggiature non soddisfacenti, passate tra le mani anche di Marc Connelly, Dalton Trumbo e Clifford Odets, la RKO decise di cederne i diritti alla Liberty Films; Grant entrò invece nel cast di un altro film a sfondo natalizio, La moglie del vescovo.
La Liberty Films era la nuova casa di produzione fondata da Frank Capra, al ritorno negli Stati Uniti dopo aver prestato servizio nella seconda guerra mondiale, il 10 aprile 1945 in collaborazione con Samuel J. Briskin, al quale nei mesi seguenti si sarebbero associati anche William Wyler e George Stevens. Capra, che riteneva il soggetto ricco di potenziale, ottenne i diritti per la stessa cifra precedentemente sborsata dalla RKO, la quale gli mise a disposizione anche le sceneggiature già prodotte senza richiedere pagamenti aggiuntivi. Capra, dopo aver scelto il titolo It's a Wonderful Life, incominciò a perfezionare la storia iniziale, aggiungendo il personaggio di Potter e ideando la fittizia cittadina di Bedford Falls. In seguito, assunse Albert Hackett e Frances Goodrich per completare la riscrittura della sceneggiatura, la cui versione finale, con il contributo di Jo Swerling, fu pronta per la metà dell'aprile del 1946. La vita è meravigliosa fu il primo film della Liberty Films, destinata a chiudere i battenti nel 1951, dopo un solo altro film prodotto, Lo stato dell'Unione. Secondo gli archivi della Bank of America, per la produzione del film la casa di Capra chiese un prestito di 1.540.000 dollari.
In un'intervista, Frank Capra, il quale considerava questo film il migliore da lui stesso prodotto, affermò che il tema centrale della trama riguardava l'importanza dell'individuo e il concetto secondo cui nessun uomo può essere considerato un fallimento. Secondo alcuni critici Capra ne La vita è meravigliosa riuscì per la prima volta a valorizzare in pieno tutte le sfaccettature delle capacità interpretative di James Stewart, dando spazio anche a quelle più cupe, emerse nei momenti di profonda amarezza e disperazione affrontati dal suo personaggio. Lo stile registico di Capra includeva la valorizzazione delle improvvisazioni, che cercava sempre di stimolare. Nella scena in cui George Bailey distribuisce ai clienti i soldi della sua luna di miele, il regista disse semplicemente a Ellen Corby, interprete della signora Davis, di andare al bancone e sorprendere Stewart; anche la reazione di quest'ultimo, il quale la bacia sulla guancia, non era presente nel copione. A seguito del successo postumo della pellicola, nel 1984 il regista ebbe occasione di dichiarare al Wall Street Journal:
(Frank Capra intervistato dal Wall Street Journal nel 1984)

### Cast

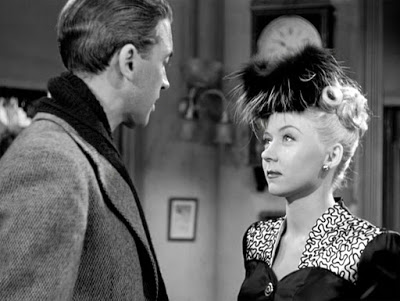
James Stewart e Gloria Grahame nel trailer

- James Stewart interpreta il protagonista George Bailey. Stewart, a cui Frank Capra aveva pensato sin dall'inizio per tale ruolo, fu quindi il primo a entrare nel cast, firmando il contratto il 5 novembre 1945.[11] Anch'egli al primo impegno cinematografico dopo aver prestato servizio nella seconda guerra mondiale, era insicuro riguardo a una buona riuscita della sua interpretazione; durante le riprese era arrivato a chiedere al regista di saltare la scena passionale in cui lo si vede condividere un telefono con Donna Reed, poi destinata a diventare una delle più famose del film[13]. Nelle scene che ritraggono l'appartamento dei Bailey si può osservare un'autentica foto che lo ritrae all'età di 6 anni[14].
- Donna Reed interpreta Mary Hatch. A differenza di quanto avvenuto per il ruolo di George, la Reed, che firmò il 15 marzo 1946 un contratto dalla durata complessiva di 9 anni[11], non era stata la prima candidata. Inizialmente Capra aveva pensato a Jean Arthur, con la quale aveva già lavorato e che aveva già recitato con Stewart, ma non disponibile in quanto impegnata in una produzione teatrale; successivamente erano state considerate anche Olivia de Havilland, Martha Scott e Ann Dvorak[10]. Così come James Stewart, anche Donna Reed era originaria di una piccola città rurale; durante le riprese ebbe occasione di dare dimostrazione delle sue radici contadine vincendo una scommessa con Lionel Barrymore, il quale l'aveva sfidata a mungere una mucca sul set[15]. Per la scena in cui è impegnata a rompere con un sasso il vetro di una finestra, Capra aveva assunto un tiratore per supportarla, ma lei sorprese tutti sul set riuscendo nel gesto senza aiuti e al primo colpo grazie alle sue doti di lanciatrice, acquisite nell'infanzia giocando a baseball con i suoi fratelli[13][14].
- Henry Travers interpreta l'angelo di seconda classe Clarence Odbody[16][17][18][19][20]. Prima di vedersi assegnato tale ruolo, Travers durante il casting era stato considerato anche per le parti dello zio Billy, di Peter Bailey, padre di George, e del signor Gower[11].
- Lionel Barrymore è Henry F. Potter. Per tale ruolo Capra aveva preso in considerazione una moltitudine di attori, tra cui: Edgar Buchanan, Claude Rains, Charles Coburn, Vincent Price, Dan Duryea, Louis Calhern, Otto Kruger, Raymond Massey e George Bancroft[13][14]. Quando venne scelto Barrymore, Capra non era tuttavia del tutto soddisfatto del suo aspetto; incaricò quindi i truccatori di farlo somigliare, per quanto possibile, all'uomo presente nel celebre dipinto di Grant Wood American Gothic[11].
- Thomas Mitchell interpreta Billy Bailey. Altri attori presi in considerazione per tale ruolo erano stati Barry Fitzgerald, Walter Brennan, Adolphe Menjou e W. C. Fields[13].
- H.B. Warner è il signor Gower. L'attore inglese era molto entusiasta nell'accettare la parte; in una dichiarazione alla stampa ebbe occasione di affermare: «Interpreto il più dannato, sporco barbone che abbiate mai visto. Un perfetto ubriacone, grazie a un po' di immaginazione usata da Capra»[13].
- Samuel S. Hinds è Peter Bailey, il padre di George. Per tale ruolo Hinds fu preferito, tra gli altri, anche a Henry Travers, Tom Tully, Russell Hicks, Thurston Hall e Moroni Olsen[14].
- Gloria Grahame è Violet Bick. L'attrice venne notata casualmente da Capra mentre alcuni suoi screen test venivano esaminati da un casting director della MGM[11].

Fanno parte del cast anche Beulah Bondi, interprete della madre di George Bailey; Frank Faylen, nel ruolo di Ernie Bishop, l'autista del taxi; Ward Bond nel ruolo del poliziotto Bert Jameson; Todd Karns nel ruolo di Harry Bailey; Frank Albertson nel ruolo di Sam Wainwright; William Edmunds e Argentina Brunetti, nei panni dei coniugi Martini. Il corvo del personaggio di Billy è interpretato da Jimmy the raven, un corvo imperiale apparso in numerosi film dell'epoca.

### Riprese
Con un fondo iniziale di 1.700.000 dollari, in seguito diventati tre milioni nel corso della produzione, le riprese si svolsero dal 15 aprile al 27 luglio 1946.
La maggior parte delle scene del film fu girata al RKO Ranch di Encino, a Los Angeles, dove parte dell'ambientazione era già stata usata per il film del 1931 I pionieri del West. In quella tenuta vennero costruiti i set della fittizia Bedford Falls, considerati un capolavoro ingegneristico. Tali set, assemblati in due mesi e considerati tra i più grandi mai utilizzati fino a quel tempo, occupavano oltre 16 chilometri quadrati di superficie; includevano 75 edifici, un viale alberato con venti querce adulte, un distretto industriale, zone residenziali e una via principale lunga quasi 300 metri. Piccioni, gatti e cani venivano fatti circolare liberamente per dare un tocco di vivacità.
Altri luoghi delle riprese furono l'RKO Studio di Culver City e la Beverly Hills High School, comprendente la piscina coperta che si vede nel film (allora di recente costruzione). Quest'ultima, insieme al locale adibito per creare la dimora del signor Martini, sarebbero state le uniche parti dei set originali ancora esistenti cinquanta anni dopo. Anche se in buona parte ambientato in periodo natalizio, le riprese furono accompagnate da un'ondata di caldo estiva, con temperature quasi sempre superiori ai 30 °C, che costrinse il regista a concedere al cast un giorno di riposo non programmato per riprendersi dalla spossatezza.

### Fotografia
La fotografia del film fu curata principalmente da Joseph Walker, il quale si avvalse di lenti sferiche.
In principio Victor Milner era stato designato direttore della fotografia, ma dopo una fase preliminare di riprese, svolta dall'8 aprile 1946, Frank Capra non si ritenne soddisfatto del suo lavoro. Il regista decise quindi di rimpiazzarlo chiamando Joseph Walker, in quel momento sotto contratto con la Columbia Pictures. La Columbia concesse a Walker un permesso temporaneo per lavorare con Capra, ma lo richiamò prima che le riprese fossero terminate; nell'ultima parte delle quali fu quindi a sua volta sostituito dal suo assistente Joseph F. Biroc. Una delle ragioni per le quali la fotografia assume un aspetto molto importante per La vita è meravigliosa è costituita dal fatto che, oltrepassando il superficiale lato ottimistico e rassicurante, il film ricade nel genere noir. In particolare, il lato noir viene esaltato in una delle ultime fasi del film, quando il protagonista scopre gli effetti della sua ipotetica non-nascita entrando a "Pottersville". Tali sequenze vengono infatti accompagnate da elementi tipici dei film noir, tra i quali flashback, una bassa tonalità di luci, primi piani con un elevato contrasto, inquadrature anomale ed effetti sonori accentuati.

### Effetti speciali
Alcuni articoli di giornale riportarono che dopo due settimane dall'inizio delle riprese, per riprodurre gli effetti della tempesta di neve più grande mai riprodotta in un film, erano già state utilizzate trecento tonnellate di roccia calcarea e cinquanta tonnellate di intonaco bianco. Curatore degli effetti speciali fu Russell Shearman, il quale usò un innovativo tipo di neve chimica per poter permettere agli attori di parlare durante le riprese. Precedentemente infatti, la neve era prodotta utilizzando fiocchi di granturco schiacciati, che non permettevano agli attori di parlare, richiedendo quindi una successiva fase di doppiaggio. Usando tecnologie moderne, Shearman mischiò della foamite, materiale utilizzato nella composizione di alcune polveri per estintori, con acqua e zucchero, creando una soluzione la quale sarebbe poi stata pompata ad alta pressione attraverso la macchina usata per riprodurre il vento; per ricoprire l'intero set ne fu utilizzata una quantità di oltre 22.000 litri. Il risultato fu l'effetto di una nevicata molto più realistico di quanto visto nei film del passato, che valse ai laboratori della RKO il riconoscimento di un premio tecnico da parte della Motion Picture Academy.

### Scene eliminate
A riprese terminate, alcune scene risultarono problematiche e quindi furono tagliate, in quanto ritenute veri e propri riferimenti a persone e luoghi realmente esistenti.
Inizialmente il Breen Office, ovvero l'ufficio competente per la censura morale dei film, aveva ritenuto troppo intenso il primo bacio tra George e Mary. Lo stesso ufficio, applicando rigidamente il Production Code, all'epoca una consuetudine, aveva chiesto e ottenuto l'eliminazione di diverse espressioni dalla sceneggiatura, tra le quali «maledizione!», «idiota», «impotente», «schifoso» e simili.
Tra le scene che vennero invece modificate, rispetto a quanto previsto dalla sceneggiatura, per volontà dello stesso Capra durante le riprese, sono presenti: la scena in cui George salva Harry (dopo essere caduto nel ghiaccio), che includeva anche la presenza di Potter, il quale faceva liberare cani da combattimento dopo che il protagonista finiva accidentalmente sul suo giardino, e quella in cui George recita il Padre nostro, preghiera in un primo momento pensata per essere recitata in modo più formale; dopo che George va a trovare il padre in ufficio, inoltre, avrebbe dovuto considerare di consultarsi con lo zio Billy in merito a quanto accaduto precedentemente in farmacia, decidendo comunque alla fine di affrontare il problema da solo.

## Colonna sonora
Le musiche vennero curate da Dimitri Tiomkin, il quale tuttavia si vide limitare il suo lavoro da Frank Capra, che modificò le partiture in tonalità e durata, arrivando a spostare i brani a proprio piacimento. Tali pretese di Capra portarono a una rottura del loro legame professionale. Anche la scelta del brano che accompagna le scene finali, l'Alleluia di Alfred Newman, è da imputare a Capra; Tiomkin aveva invece preferito l'Inno alla gioia di Beethoven.
La colonna sonora del film, nella sua versione finale, comprende i seguenti brani:
1. Buffalo Gal (Won't You Come Out Tonight) (William Cool White) – tema musicale principale[28]
2. Adeste Fideles (O Come All Ye Faithful) (musica: John Reading)
3. Charleston (musica: James P. Johnson)
4. My Wild Irish Rose (Chauncey Olcott) – eseguito da Thomas Mitchell
5. Wedding March (Felix Mendelssohn-Bartholdy)
6. I Love You Truly (Carrie Jacobs-Bond) – eseguito da Ward Bond e Frank Faylen
7. This Is the Army, Mr. Jones (Irving Berlin)
8. When Johnny Comes Marching Home (musica: Louis Lambert)
9. Hark! The Herald Angels Sing (testo: Charles Wesley – musica: Felix Mendelssohn-Bartholdy)
10. Auld Lang Syne (testo: Robert Burns)
11. Twinkle, Twinkle, Little Star
12. Vieni, vieni (testo: Henri Varna, Georges Koger – musica: Vincent Scotto) – eseguito da Tino Rossi
13. Avalon (musica: Vincent Rose)
14. The Stars and Stripes Forever (John Philip Sousa)
15. Song of the Islands
16. King Porter Stomp

Nel corso degli anni ottanta il produttore Willard Carroll recuperò tutte le musiche originali composte da Dimitri Tiomkin dagli archivi della University of Southern California. In collaborazione con il compositore e direttore d'orchestra David Newman, decise quindi di rieseguirle e pubblicarle nella loro versione integrale, così come erano state scritte originariamente da Tiomkin, prima di essere tagliate o modificate durante il montaggio finale del film. I vari componimenti vennero quindi rieseguiti dalla Royal Philharmonic Orchestra, diretta da Newman, e incluse nella raccolta Sundance Film Music Series, pubblicata per la prima volta dalla Telarc su disco in vinile nel 1988. Oltre ai brani tratti dalla colonna sonora di La vita è meravigliosa, i quali raggiungono una durata complessiva di oltre 38 minuti, l'album contiene anche musiche dai film Il miracolo della 34ª strada (Miracle on 34th Street) e Lo schiavo dell'oro (A Christmas Carol).

## Distribuzione

### Data di uscita
Una proiezione in anteprima privata del film si tenne il 9 dicembre 1946 a Los Angeles, con la presenza di Clark Gable, Gary Cooper, Claudette Colbert e molte altre celebrità dell'epoca. L'anteprima pubblica si svolse invece undici giorni dopo, il 20 dicembre, al Globe Theatre di New York.
Le date di uscita internazionali nel corso del 1947 sono state:
- 14 febbraio in Brasile (A Felicidade Não Se Compra)
- 4 agosto in Svezia (Livet är underbart)
- 17 settembre in Uruguay (¡Que bello es vivir!)
- 16 ottobre in Australia (It's a Wonderful Life)
- 30 novembre in Portogallo (Do Céu Caiu Uma Estrela)

Nel Regno Unito fu distribuito nella primavera del 1947; in Italia uscì il 24 giugno 1948 con il titolo La vita è meravigliosa; in Spagna il 27 marzo dello stesso anno con il titolo Qué bello es vivir; mentre in Francia il successivo 28 luglio con il titolo La vie est belle.

### Vicende legate al copyright
A causa di un errore procedurale, nel 1974 il copyright sul film non venne rinnovato regolarmente e decadde; si assunse quindi che la pellicola entrò nel pubblico dominio e diverse emittenti televisive ne approfittarono per trasmettere il film ripetutamente durante le festività natalizie, anche se dovettero versare delle royalty a Philip Van Doren Stern, l'autore del racconto dal quale è tratta la trama, che invece aveva rinnovato la titolarità dei diritti in modo corretto. Tale fattore fu determinante per un notevole aumento della popolarità del film, che presto si affermò come un classico natalizio. Nel 1993 tuttavia, citando una sentenza della Corte Suprema risalente a tre anni prima, su un caso simile riguardante il film La finestra sul cortile, la Republic Pictures si dichiarò titolare dei diritti di diversi elementi del film, che aveva regolarmente acquisito, tra i quali la colonna sonora e i diritti riguardanti l'adattamento della trama; pur i singoli fotogrammi rimanendo nel pubblico dominio, non era quindi più libera la distribuzione del video. Negli USA i diritti televisivi per la trasmissione del film vennero acquistati in esclusiva dalla NBC, mentre tutte le copie non autorizzate divennero illegali.

### Edizione italiana

#### Doppiaggio
La versione italiana del film è stata curata da Amedeo Castellazzi con la supervisione dei dialoghi da parte di Ugo Betti, Rodolfo Alvino e Renato Manzoni. Il doppiaggio italiano, invece, venne eseguito dalla G.D.B. con la partecipazione della C.D.C. sotto la direzione di Nicola Fausto Neroni.

### Altre edizioni
Frank Capra aveva deciso di girare il film in bianco e nero perché riteneva che il tipo di storia, specialmente quando George immagina la vita senza che lui fosse mai nato, non si sarebbe adattata alla pellicola a colori. Tuttavia il film venne colorizzato una prima volta nel 1986 dalla Hal Roach Studios e una seconda volta nel 1988 dalla American Film Technologies, anni in cui il film era ritenuto nel pubblico dominio. La realizzazione di tali edizioni fu oggetto di controversie, in quanto non fu accolta con favore da parte del pubblico, dal cast che lavorò al film e dallo stesso Capra, che ebbe occasione di dichiarare in un'intervista: «Ora hanno rovinato il film, lo hanno totalmente impiastricciato di colori falsi e lo hanno così distrutto. La vita è meravigliosa è stato realizzato in bianco e nero. Il trucco degli attori, la scenografia, i costumi, la fotografia, le lavorazioni di laboratorio sono stati concepiti tutti per un film in bianco e nero, per una gamma precisa che va dal bianco al nero e non per altri colori».

### Edizioni home video

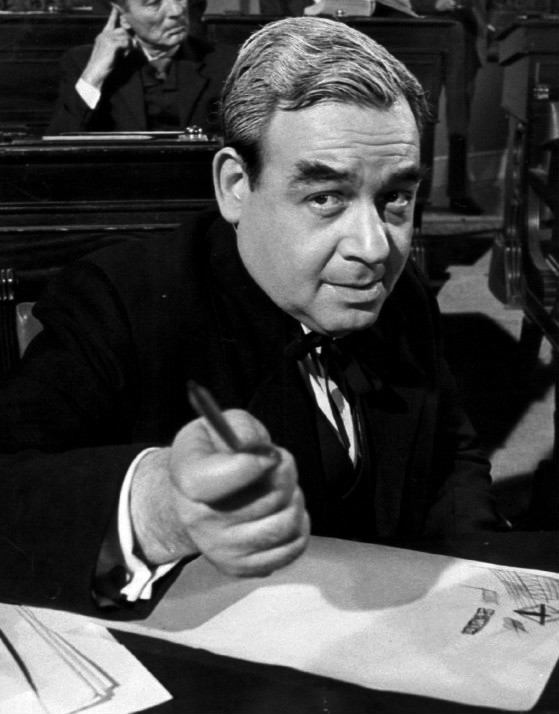
Tom Bosley è il presentatore e narratore del making of

Tra gli anni ottanta e l'inizio degli anni novanta, il film venne pubblicato su VHS da diverse case di distribuzione. Quando i diritti furono riconosciuti alla Republic Pictures, la Artisan Entertainment acquistò la licenza per continuare a distribuire la pellicola sul mercato home video statunitense. La Artisan in seguito fu acquisita dalla Lions Gate Entertainment, che in seguito cedette i diritti alla Paramount. In altri paesi la distribuzione venne invece curata da altre case; nel Regno Unito i diritti appartengono alla Universal Studios Home Entertainment.
Nel 1993 fu il primo film a essere distribuito su CD-ROM. Nel 2001 venne pubblicato per la prima volta su DVD; cinque anni dopo venne realizzata un'edizione speciale restaurata in occasione del sessantesimo anniversario. Nel 2007 venne distribuita una terza versione a colori, realizzata con moderne tecniche di colorizzazione dalla Legend Films. Dal novembre del 2009 il film è disponibile anche su Blu-ray Disc. Sia i cofanetti DVD sia i Blu-ray, oltre al film nelle versioni in bianco e nero e a colori, contengono il trailer originale e il documentario sulla pellicola: un documentario realizzato nel 1990 intitolato The Making of "It's a Wonderful Life" e presentato dall'attore Tom Bosley.

## Accoglienza

### Incassi
A fronte di un budget complessivo di circa tre milioni e duecentomila dollari, il film incassò la non soddisfacente cifra di 3.300.000 dollari, piazzandosi solo al 26º posto tra i maggiori incassi di quell'anno. Alcune fonti attribuiscono una delle cause della non molta affluenza di pubblico nelle sale all'uscita del film a un'ondata di freddo che nel dicembre del 1946 colpì la East Coast degli Stati Uniti.

### Critica
Sebbene il film non abbia ottenuto l'incasso sperato e lo stesso Capra nella sua autobiografia abbia detto di aver ricevuto critiche per lo più negative all'uscita del film, in realtà molte delle recensioni disponibili dell'epoca danno giudizi generalmente positivi, tendenza che sembra confermata dalle cinque candidature ai premi Oscar e dalla vittoria del Golden Globe. Tra queste, il Time lo indicò subito come contendente per il titolo di miglior film dell'anno insieme a I migliori anni della nostra vita (The Best Years of Our Lives). Il critico Bob Thomas affermò che con il film, la cui storia è paragonabile allo stile letterario di Charles Dickens, Capra racconta il suo amore per l'umanità così teneramente da far ignorare eventuali difetti. Variety elogiò la regia di Capra, spiegando come il regista avesse dimostrato di essere in grado di trasformare quella che usualmente potrebbe sembrare un'omelia, in un avvincente e splendido spettacolo per tutti i tipi di pubblico.
«Abilmente scritto, diretto e recitato» fu il giudizio di Newsweek, mentre James Agee su The Nation lo definì una delle opere sentimentali più valide dai tempi di A Christmas Carol. Dall'Europa arrivò anche l'apprezzamento del celebre regista Ėjzenštejn. Tra le testate a non giudicare positivamente il film vi fu invece il New York Times che, pur apprezzando diversi elementi del film, comprese le interpretazioni del cast, rimproverò a Capra di dare un illusorio concetto della vita, offrendone una visione troppo ottimistica e poco realistica, con un'eccessiva dose di sentimentalismo. In epoca di Maccartismo ulteriori appunti negativi furono riconducibili ad una ipotetica propaganda marxista trattata dalla pellicola. Nel corso del 1947 una nota dell'FBI accusava il film di un presunto tentativo di discreditare i valori del Capitalismo e dell'essere Americano.
Nei decenni successivi, comunque, l'acclamazione della critica divenne universale: Roger Ebert sul Chicago Sun-Times lo descrisse come uno di quei film intramontabili, alla stregua di Casablanca e Il terzo uomo. Per Reelviews si tratta di un'ottima opera sotto ogni punto di vista, che si può apprezzare in qualsiasi periodo dell'anno, in grado di offrire una delle esperienze più trascendentali e gioiose che un qualsiasi amante del cinema possa desiderare. Il National Review lo presentò come un film «in parte dantesco, in parte noir e in parte biblico». Per Total Film non solo si tratta di un film la cui fotografia è splendidamente realizzata, ma è anche contenitore di una forza emotiva in grado di mantenere alta l'attenzione dello spettatore per tutta la sua durata. Il sito aggregatore di recensioni Rotten Tomatoes registra che il 94% delle 97 recensioni che ha ricevuto è positivo e che il punteggio complessivo è 9/10. Il consenso della critica afferma che: "Il classico delle vacanze per definire tutti i classici delle feste, La vita è meravigliosa è uno dei tanti film che meritano una visione ogni anno.".

## Riconoscimenti
La vita è meravigliosa ricevette cinque candidature ai premi Oscar 1947: miglior film alla Liberty Films; miglior regista a Frank Capra; miglior attore protagonista a James Stewart; miglior montaggio a William Hornbeck; miglior sonoro a John Aalberg. Tuttavia, non riuscì a prevalere in nessuna categoria, in quanto in quell'edizione la maggior parte dei premi furono vinti dal film I migliori anni della nostra vita, che registrò anche il maggior incasso di quel decennio.
Ai Golden Globe 1947 fu invece assegnato a Frank Capra il premio per il migliore regista. Nello stesso anno, ai National Board of Review Awards, il film venne nominato tra i migliori dieci film, mentre nel 1949 il film vinse un Cinema Writers Circle Award, premio spagnolo, nella categoria miglior film straniero. Nel 1990 venne scelto per la conservazione nel National Film Registry della Biblioteca del Congresso degli Stati Uniti. Nel 1994, inoltre, ai Young Artist Awards venne assegnato un premio speciale a Jimmy Hawkins, interprete di Tommy Bailey, figlio di George.
- 1947 - Premio Oscar
  - Candidatura al miglior film
  - Candidatura al miglior regista a Frank Capra
  - Candidatura al miglior attore protagonista a James Stewart
  - Candidatura al miglior montaggio a William Hornbeck
  - Candidatura al miglior sonoro a John Aalberg
- 1947 - Golden Globe
  - Miglior regista a Frank Capra

### Riconoscimenti dell'American Film Institute
L'American Film Institute, oltre a inserire La vita è meravigliosa nella lista AFI's 100 Years... 100 Movies, che elenca i cento migliori film statunitensi di sempre, dove occupava l'undicesimo posto nel 1998, per poi scendere al ventesimo nella seconda edizione del 2007, ebbe occasione di omaggiare il film inserendolo anche nelle seguenti liste.
Il film in questione è inserito in ben 3 classifiche:
- Nella AFI's 100 Years... 100 Cheers, la lista dei cento film statunitensi più commoventi e ispiratori, la pellicola è prima e si fregia della medaglia d'oro[59];
- Nella AFI's 100 Years... 100 Passions, la lista dei cento migliori film sentimentali del cinema statunitense, il film è ottavo[60];
- Nella AFI's 10 Top 10, ovvero i dieci migliori film statunitensi in dieci generi, occupa il terzo posto del genere fantasy e si aggiudica la medaglia di bronzo[61];

Nelle altre liste il film compare in una sola di esse, la AFI's 100 Years... 100 Heroes and Villains, la lista dei cinquanta migliori eroi e dei cinquanta migliori cattivi del cinema statunitense, dove Mr. Potter occupa il sesto posto tra i villains e George Bailey il nono posto tra gli heroes.
Buffalo Gal (Won't You Come Out Tonight) era stata candidata per entrare nella lista delle cento migliori canzoni, AFI's 100 Years... 100 Songs, mentre le seguenti citazioni erano candidate per essere inserite nella lista AFI's 100 Years... 100 Movie Quotes, contenente le cento migliori citazioni cinematografiche:
- «Che cosa vuoi, Mary? Puoi dirmelo! Vuoi la luna? Se la vuoi, io la prenderò al laccio per te.» (What is it you want, Mary? What do you want? You want the moon? Just say the word, and I'll throw a lasso around it and pull it down.)
- «Al mio fratellone George, l'uomo più ricco della città!» (To my big brother George, the richest man in town!)
- «Guarda papà, guarda. La maestra dice che quando suona una campana un angelo mette le ali.» (Look, Daddy. Teacher says, "Every time a bell rings an angel gets his wings.")

## Influenza culturale

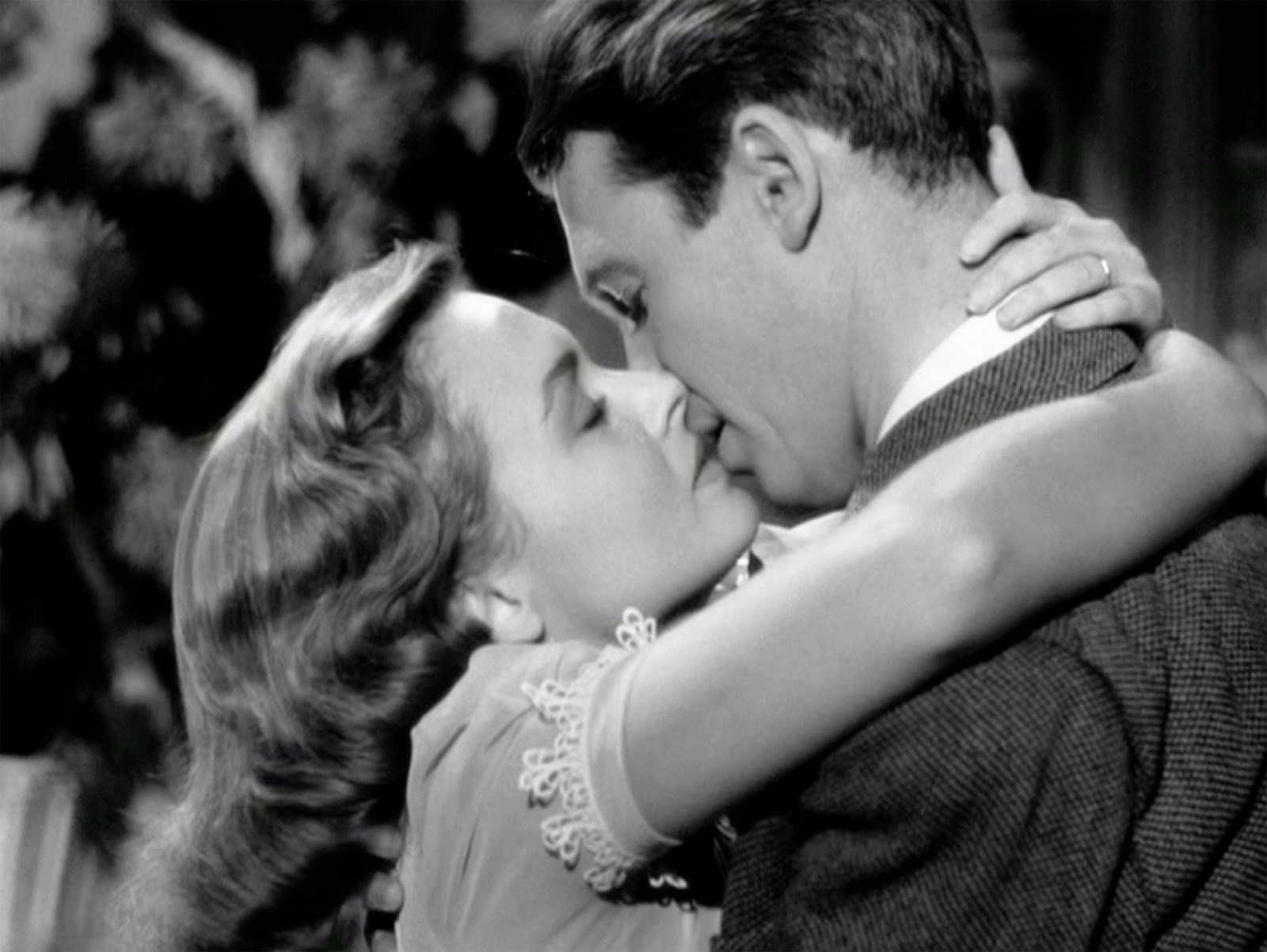
Il bacio tra George e Mary nel 2011 venne inserito tra i 50 migliori baci cinematografici di sempre da Total Film

Nonostante all'uscita nelle sale non avesse riscosso un grande successo di pubblico, La vita è meravigliosa divenne con il passare degli anni uno dei film più popolari e amati del cinema americano, la cui visione, secondo il critico Roger Ebert, è divenuta un rituale annuale per numerose famiglie. Secondo l'Enciclopedia Britannica, grazie alle sue numerose trasmissioni televisive in periodo natalizio, è diventato «sinonimo di Natale».
Già durante l'anno seguente l'uscita nelle sale Frank Capra incominciò a ricevere migliaia di lettere da fan volenterosi di raccontargli l'effetto emotivo che il film ebbe su di loro; si narra che circa 1.500 lettere furono mandate solo dai detenuti del carcere di San Quintino. Nel 1987, in Florida, un giudice ordinò a un imputato la visione del film come parte della sua condanna per aver ucciso la moglie ammalata e per aver poi tentato di suicidarsi; tale giudice ebbe occasione di dichiarare di aver voluto mostrare all'imputato il valore della vita. Quello stesso anno, il Consigliere per la sicurezza nazionale Robert C. McFarlane rivelò al The New York Times che la visione del film gli diede la forza di andare avanti dopo aver tentato il suicidio nel febbraio del 1987.
Nel dicembre del 2002 due trasmissioni televisive della NBC furono accompagnate da una speciale narrazione dell'ex Presidente degli Stati Uniti George H. W. Bush, trasmessa sul canale audio dedicato agli spettatori non vedenti e ipovedenti. Nel dicembre del 2012 sessantasei anni dopo l'uscita al cinema, negli Stati Uniti, trasmesso per la trentaquattresima volta in prima serata dalla NBC la sera della vigilia di Natale, registrava ancora ottimi ascolti, risultando il programma più visto della serata. Secondo un sondaggio del 2011 dell'emittente britannica Radio Times, è il film preferito da guardare durante le festività natalizie dalla popolazione del Regno Unito. Fa parte del National Film Registry della Biblioteca del Congresso degli Stati Uniti, è presente nella lista dei migliori cento film statunitensi stilata dall'American Film Institute, è presente nella lista dei 250 film meglio votati sull'Internet Movie Database ed è spesso menzionato nelle liste dei film più popolari dalle riviste di settore.
Secondo una leggenda metropolitana Frank Capra visitò nel 1945, traendo ispirazione per l'ideazione della fittizia Bedford Falls, la comunità di Seneca Falls, nella contea di Seneca, nell'area centro-occidentale dello stato di New York. Qui, nel 2010, aprì un museo dedicato al film, dal nome di The Seneca Falls It's a Wonderful Life Museum, alla cui inaugurazione presenziò Karolyn Grimes, interprete di Zuzu Bailey. La stessa cittadina, in onore del film, ospita anche un festival annuale e un hotel che prende il nome dall'angelo che va in soccorso del protagonista, l'Hotel Clarence.
La trama de La vita è meravigliosa è stata presa come modello da numerosi altri film; tra i principali Mr. Destiny e The Family Man, i quali ne condividono molti aspetti narrativi.
Il film è stato citato e/o parodiato in numerosissime serie televisive.
L'autore Disney Don Rosa ha ripreso la trama del film in una storia del 1994, scritta in celebrazione del sessantesimo compleanno di Paperino, intitolata Paperino e il genio del compleanno. L'opera vede Paperino venire visitato nel giorno del suo compleanno da un genio che gli mostra il drammatico quadro di una Paperopoli senza di lui Anche Topolino e le dolcezze del Natale, fumetto realizzato dal disegnatore Disney italiano Romano Scarpa, costituisce una parodia del film.

## Altri media
Il 10 marzo 1947 la trasmissione radiofonica Lux Radio Theatre trasmise un primo adattamento della trama, in cui recitarono James Stewart, Donna Reed e Victor Moore nel ruolo di Clarence. Altri adattamenti radiofonici furono trasmessi negli anni successivi, tra cui uno spettacolo live l'8 dicembre 1997, per ricordare il recentemente deceduto Stewart, al quale parteciparono Bill Pullman, Nathan Lane, Martin Landau e Minnie Driver.
Per un primo adattamento teatrale si dovette aspettare fino alla fine degli anni 1980, quando venne prodotto il musical A Wonderful Life, con i testi scritti da Sheldon Harnick e le musiche da Joe Raposo. Dopo essere stato eseguito una prima volta nel 1986 presso l'Università del Michigan, debuttò ufficialmente solo nel novembre del 1991 al teatro Arena Stage di Washington.
Un primo film per la televisione, un remake per la ABC, era stato invece trasmesso l'11 dicembre 1977, intitolato It Happened One Christmas. Rispetto al film originale, in tal caso è Mary, interpretata da Marlo Thomas, a essere al centro della trama, che si vede trattenuta a Bedford Falls a dispetto delle sue aspirazioni. George è impersonato da Wayne Rogers, mentre nel cast figuravano anche Orson Welles, nei panni di Mr. Potter, Cloris Leachman, nel ruolo dell'angelo custode, Doris Roberts, Christopher Guest, C. Thomas Howell, Richard Dysart, Karen Carlson e Archie Hahn. Il film, adattato da Lionel Chetwynd e diretto da Donald Wrye, fu uno dei programmi più visti della settimana con un'audience di circa 20 milioni di telespettatori.
Il 14 dicembre 1990 venne trasmesso un secondo film TV ispirato da La vita è meravigliosa, uno spin-off intitolato Clarence. Prodotto per il canale via cavo The Family Channel, che in futuro sarebbe diventato Fox Family Channel prima e ABC Family poi, è incentrato sull'omonimo angelo che salva George Bailey, in questo caso impersonato da Robert Carradine.